# Eriopyga gigantea
Eriopyga gigantea là một loài bướm đêm trong họ Noctuidae.